# تقسیم مغزی (در سیستم‌های توزیع شده)
تقسیم مغزی (به انگلیسی: Split Brain) مشکلی است که در سیستم های توزیع شده یا شبکه های کامپیوتری رخ می‌دهد.
در این سناریو، نود‌های مجموعه توانایی تعامل با یکدیگر را از دست می‌دهند و  به دو یا چند گروه مستقل تقسیم می‌شوند که ارتباطشان با یکدیگر ممکن نیست.
در این حالت، ‌هر گروه از نود‌ها فکر می‌کنند که آنها تنها گروه موجود در شبکه هستند، این اشتباه باعث خطای تصمیم گیری در نود‌ها،‌ رفتار های متضاد و ناسازگاری دادها می‌شود.
برای مثال گروه‌های مختلف از نود‌ها ممکن است سعی کنند همزمان داده‌ها را بنویسند و وقتی که اتصال مجدد برقرار شد، ‌هر گروه نسخه‌ی متفاتی از داده‌ها را پیش خود دارد.

## جلوگیری از تقسیم مغزی
برای جلوگیری از این مشکل توان از راه حل حد نصاب استفاده کرد.
در این حالت، یک تصمیم تنها زمانی ثبت نهایی می‌شود که حداقلی از  نود‌ها روی آن توافق داشته باشند.
اگر n تعداد نود‌هایی باشد که با از کار افتادن آن‌ها، شبکه همچنان به درستی کار خود را ادامه می‌دهد، به (2n + 1/2) حد نصاب می‌گوییم
حد نصاب به ما این اطمینان را می‌دهد که کپی‌های لازم از یک داده را داریم تا جلوی از کار افتادن شبکه را بگیریم، اما سازگاری قوی داده‌ها را تضمین نمی‌کند.